# 용서폭포
용서폭포는 대한민국 전라남도 순천시 황전면 금평리에 있다. 2015년 7월 3일 순천시 (전라남도)의 향토유적 제16호로 지정되었다.

## 개요
용서폭포는 황전면 금평면 835번지에 위치한다. 둥지리봉(690m) 서사면을 흘러 황전천으로 합류하는 산지하천의 높이 30m에 달하는 암벽 곡두사면에 출현하는 폭포이다.
85°역경사의 수직 절리가 잘 발달하여 다소 오버행된 폭포벽은 수직 단면을 잘 나타내고 있다. 폭포벽 주변 암벽구간은 암벽타기의 명소로 알려져 있으며, 용서폭포 위에 있는 분지 북쪽 산등성이 형태가 고양이가 누워있는 형태로 '누운괭이'라 불린다. 편마암 주상절리는 독특한 경관을 형성하고 있으며, 지질학적, 지형적 가치가 높다.